# Matteo Jorgenson
Matteo Jorgenson (Walnut Creek, California, 1 de julio de 1999) es un ciclista profesional estadounidense que compite con el equipo Team Visma | Lease a Bike.

## Trayectoria
En 2018 debutó como profesional con el equipo estadounidense Jelly Belly p/b Maxxis de categoría Continental. Tras ese año, en 2019 llegó a Europa para unirse al conjunto amateur francés Chambéry CF, equipo de formación del AG2R La Mondiale. Precisamente con este equipo pasó como stagiaire en agosto del mismo año. Dos meses después, en octubre, se confirmó que en 2020 daría el salto al WorldTour tras firmar por dos años con el Movistar Team. En noviembre de 2020, tras haber completado su primera temporada en el equipo español, se anunció su renovación hasta 2023.
En los primeros meses de 2021 consiguió un octavo puesto en la París-Niza. Ese mismo año participó en el Giro de Italia y estuvo cerca de ganar la última etapa del Tour de Polonia en la que fue tercero en el esprint de la fuga que se jugó la victoria. La siguiente temporada la empezó con un mejor resultado en el Tour La Provence, quedándose a tan solo dos segundos de subir al podio, llegó a vestir el maillot de mejor joven en la París-Niza y el Critérium del Dauphiné, y en el Tour de Francia estuvo peleando por lograr algún triunfo parcial.
Comenzó el año 2023 participando en el Tour de Omán y en la tercera etapa consiguió la primera victoria de su carrera y un liderato que mantuvo para llevarse la clasificación general por un segundo. Posteriormente volvió a finalizar octavo en una nueva edición de la París-Niza y en las clásicas de Flandes terminó en dos ocasiones entre los diez primeros. Acudió nuevamente al Tour de Francia, donde estuvo cerca de ganar la novena etapa, pero fue cazado a 400 metros de la línea de meta del Puy de Dôme después de un ataque lejano desde la fuga. Esa acabó siendo su última temporada en el equipo antes de marcharse al Jumbo-Visma en 2024.
Su primera carrera con su nuevo equipo fue el Omloop Het Nieuwsblad que llegó a ir liderando durante varios kilómetros antes que su compañero Jan Tratnik lograra hacerse con la victoria. Posteriormente acudió una vez más a la París-Niza y en esta ocasión se llevó la clasificación general tras superar en la última etapa a su compatriota Brandon McNulty, líder al inicio de la jornada, y aguantar los ataques de un Remco Evenepoel que tuvo que conformarse con el éxito parcial y la segunda posición. También ganó una clásica de adoquines, la A Través de Flandes, y en el Tour de Francia se quedó cerca de triunfar en Isola 2000, pero Tadej Pogačar lo superó en los últimos kilómetros.

## Palmarés
2023
- Tour de Omán, más 1 etapa

2024
- París-Niza
- A Través de Flandes
- UCI America Tour

2025
- París-Niza

## Resultados

### Grandes Vueltas
| Carrera | Carrera         | 2018 | 2019 | 2020 | 2021 | 2022 | 2023 | 2024 | 2025 |
| ------- | --------------- | ---- | ---- | ---- | ---- | ---- | ---- | ---- | ---- |
|         | Giro de Italia  | —    | —    | —    | 98.º | —    | —    | —    | —    |
|         | Tour de Francia | —    | —    | —    | —    | 20.º | Ab.  | 8.º  | 19.º |
|         | Vuelta a España | —    | —    | —    | —    | —    | —    | —    | —    |

### Vueltas menores
| Carrera | Carrera                | 2018 | 2019 | 2020 | 2021  | 2022 | 2023 | 2024 | 2025 |
| ------- | ---------------------- | ---- | ---- | ---- | ----- | ---- | ---- | ---- | ---- |
|         | París-Niza             | —    | —    | —    | 8.º   | Ab.  | 8.º  | 1.º  | 1.º  |
|         | Tirreno-Adriático      | —    | —    | 46.º | —     | —    | —    | —    | —    |
|         | Tour de Romandía       | —    | —    | X    | —     | —    | 2.º  | —    | —    |
|         | Critérium del Dauphiné | —    | —    | —    | —     | 13.º | 63.º | 2.º  | 6.º  |
|         | Tour de Polonia        | —    | —    | —    | 113.º | —    | —    | —    |      |

### Clásicas, Campeonatos y JJ. OO.
| Omloop Het Nieuwsblad   | Omloop Het Nieuwsblad   | —  | —  | Ab.  | —    | —  | 18.º | 29.º | 52.º |    |    |
| Kuurne-Bruselas-Kuurne  | Kuurne-Bruselas-Kuurne  | —  | —  | 24.º | —    | —  | 65.º | 66.º | 66.º |    |    |
| Strade Bianche          | Strade Bianche          | —  | —  | Ab.  | —    | —  | —    | —    | —    |    |    |
|                         | Milán-San Remo          | —  | —  | 17.º | —    | —  | —    | —    | —    |    |    |
| E3 Saxo Classic         | E3 Saxo Classic         | —  | —  | X    | —    | —  | 4.º  | 5.º  | 9.º  |    |    |
| Gante-Wevelgem          | Gante-Wevelgem          | —  | —  | —    | —    | —  | —    | —    | 30.º |    |    |
| A Través de Flandes     | A Través de Flandes     | —  | —  | X    | —    | —  | —    | 1.º  | 4.º  |    |    |
|                         | Tour de Flandes         | —  | —  | —    | —    | —  | 9.º  | 31.º | 47.º |    |    |
|                         | París-Roubaix           | —  | —  | X    | 65.º | —  | —    | —    | —    |    |    |
| Amstel Gold Race        | Amstel Gold Race        | —  | —  | X    | —    | —  | —    | 37.º | —    |    |    |
| Flecha Valona           | Flecha Valona           | —  | —  | 32.º | 91.º | —  | —    | —    | —    |    |    |
|                         | Lieja-Bastoña-Lieja     | —  | —  | 45.º | 56.º | —  | —    | —    | —    |    |    |
| Clásica San Sebastián   | Clásica San Sebastián   | —  | —  | X    | 65.º | —  | —    | —    |      |    |    |
| Gran Premio de Quebec   | Gran Premio de Quebec   | —  | —  | X    | X    | —  | 42.º | 35.º |      |    |    |
| Gran Premio de Montreal | Gran Premio de Montreal | —  | —  | X    | X    | —  | 24.º | 12.º |      |    |    |
|                         | Giro de Lombardía       | —  | —  | —    | —    | —  | —    | Ab.  |      |    |    |
| JJ. OO. (Ruta)          | JJ. OO. (Ruta)          | ND | ND | ND   | —    | ND | ND   | 9.º  | ND   | ND | ND |
| Mundial en Ruta         | Mundial en Ruta         | —  | —  | —    | Ab.  | —  | —    | 34.º |      |    |    |

—: no participa
Ab.: abandono
X: no se disputó

## Equipos
- Jelly Belly p/b Maxxis (2018)
- AG2R La Mondiale (stagiaire) (2019)[24]
- Movistar Team (2020-2023)
- Team Visma | Lease a Bike (2024-)